# Alians (zespół muzyczny)
Alians – polski zespół punkowy, powstały w 1990 roku w Pile.
Alians wykonuje dość oryginalną mieszankę muzyki punk, hardcore, folk, reggae i ska, która zyskała miano „pilskiego brzmienia” (inaczej punky reggae). W instrumentarium Aliansu występuje nietypowy na scenie punk instrument – akordeon.
Zespół jest określany jako jedna z najważniejszych polskich grup wykonujących muzykę alternatywną. 
W tekstach Aliansu przeważa tematyka społeczna, na początku kariery inspirowana przede wszystkim ideologią anarchistyczną (widoczne wpływy myśli Bakunina), obecnie rewolucyjnymi ruchami latynoskimi.
W 1998 roku grupa wsparła antyrasistowską kampanię Muzyka przeciwko rasizmowi firmowaną przez Stowarzyszenie „Nigdy Więcej”. Utwór zespołu Alians pt. „Miód na zębach" znalazł się na składance „Jedna Rasa - Ludzka Rasa. Muzyka Przeciwko Rasizmowi, część 2", wznowionej w 2021 roku po raz pierwszy na płycie winylowej. 
Do najbardziej znanych piosenek grupy Alians należą: Bomby domowej roboty (pierwsza wersja na płycie Mega Yoga, na płycie Gavroche z linią melodyczną piosenki The Guns of Brixton The Clash), Ulica, Nic do stracenia, Gangstap, Podejrzliwi i wściekli, Żywi ludzie, Co mnie obchodzi, Sprawa, Leave My Business.

## Dyskografia
- Sami wobec siebie (1990)
- Mega Yoga (1991)
- Gavroche (1994)
- Cała anarchia mieści się w uliczniku (1996)
- W samo południe (1998)
- Równe prawa (2000)
- Pełnia (2003)
- Nielegalni (2007)
- Egzystencjalna rzeźnia (2010)

## Muzycy

### Aktualni członkowie
- Rafał „Kazi” Kasprzak – śpiew, gitara
- Tomasz „Korabol” Kułak – akordeon
- Magdalena Czerwińska – instrumenty klawiszowe
- Jacek „Global” Pióro – gitara basowa
- Rafał „Czajnik” Czajkowski – gitara
- Marcin „Gwizdek” Gwizun – puzon
- Tomasz „Guma” Kumiega – saksofon
- Mirosław Chojnacki – perkusja
- Mariusz Pałaszyński – trąbka

### Byli członkowie
- Michał „Dósiołek” Thiede – śpiew, gitara basowa, melodika
- Darek „Q” Kułak – perkusja
- Bartosz „Szkodnik” Klink – trąbka
- Sebastian „Anem” Czajkowski – instrumenty klawiszowe
- Paweł Czaja – perkusja
- Grzegorz „Świeca” Oświeciński – trąbka